# هانس تسورن
هانس تسورن (بالألمانية: Hans Zorn)‏ هو ضابط ألماني، ولد في 27 أكتوبر 1891 في ميونخ في ألمانيا، وتوفي في 2 أغسطس 1943 في Kromy ‏.